# OK Computer
OK Computer é o terceiro álbum de estúdio da banda de rock inglesa Radiohead, lançado em 21 de maio de 1997. Com seu produtor, Nigel Godrich, o Radiohead gravou a maior parte de OK Computer em seu espaço de ensaio em Oxfordshire e na mansão histórica de St Catherine's Court em Bath em 1996 e início de 1997. Eles se distanciaram do estilo centrado na guitarra e liricamente introspectivo de seu álbum anterior, The Bends. As letras abstratas, o som densamente em camadas e as influências ecléticas de OK Computer prepararam o terreno para o trabalho posterior e mais experimental do Radiohead.
As letras retratam um mundo distópico repleto de consumismo desenfreado, capitalismo, alienação social e mal-estar político, com temas como transporte, tecnologia, insanidade, morte, vida britânica moderna, globalização e anticapitalismo. Nessa função, diz-se que OK Computer possui uma visão presciente do clima da vida no século XXI. A banda utilizou técnicas de produção não convencionais, incluindo reverberação natural e sem separação de áudio. As cordas foram gravadas no Abbey Road Studios, em Londres. A maior parte do álbum foi gravada ao vivo.
Apesar das estimativas de vendas reduzidas pela EMI, que o considerou pouco comercial e difícil de comercializar, OK Computer alcançou o primeiro lugar na UK Albums Chart e estreou na 21ª posição na Billboard 200, a entrada mais alta do álbum do Radiohead nas paradas dos EUA na época, e foi certificado cinco vezes platina pela British Phonographic Industry (BPI) no Reino Unido e dupla platina pela Recording Industry Association of America (RIAA) nos EUA. Expandiu a popularidade internacional do Radiohead e vendeu pelo menos 7,8 milhões de cópias em todo o mundo. "Paranoid Android", "Karma Police", "Lucky" e "No Surprises" foram lançados como singles.
OK Computer recebeu elogios da crítica e foi citado como um dos maiores álbuns de todos os tempos. Foi indicado ao prêmio de Álbum do Ano e ganhou o prêmio de Melhor Álbum de Música Alternativa no Grammy Awards de 1998. Também foi indicado ao prêmio de Melhor Álbum Britânico no Brit Awards de 1998. O álbum iniciou uma mudança estilística no rock britânico, afastando-se do Britpop em direção ao rock alternativo melancólico e atmosférico que se tornou mais prevalente na década seguinte. Em 2014, foi adicionado pela Biblioteca do Congresso dos EUA ao Registro Nacional de Gravações como "culturalmente, historicamente ou esteticamente significativo". Uma versão remasterizada com faixas adicionais, OKNOTOK 1997 2017, foi lançada em 2017. Em 2019, em resposta a um vazamento na internet, o Radiohead lançou MiniDiscs [Hacked], contendo horas de material adicional.

## Antecedentes

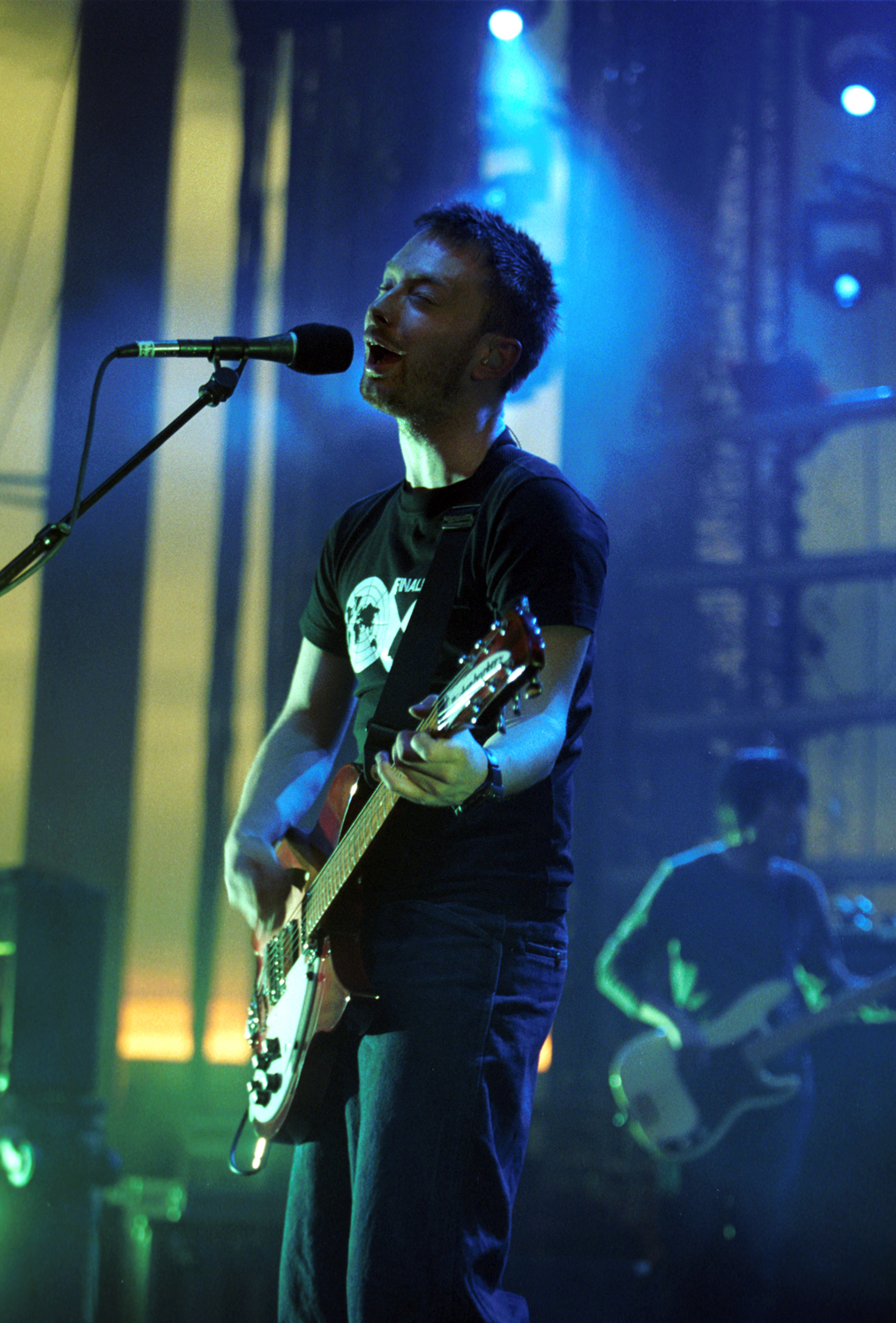
Thom Yorke (fotografado em 2001) e a banda buscaram uma direção menos introspectiva do que o álbum anterior The Bends.

Em 1995, o Radiohead fez uma turnê para promover seu segundo álbum, The Bends (1995). No meio da turnê, Brian Eno os contratou para contribuir com uma música para o The Help Album, uma compilação beneficente organizada pela War Child; o álbum seria gravado em um único dia, 4 de setembro de 1995, e lançado às pressas naquela semana. O Radiohead gravou "Lucky" em cinco horas com Nigel Godrich, que havia sido o engenheiro de som de The Bends e produzido vários lados B do Radiohead. Godrich disse sobre a sessão: "Essas coisas são as mais inspiradoras, quando você faz as coisas muito rápido e não há nada a perder. Saímos nos sentindo bastante eufóricos. Então, depois de estabelecer um pouco de harmonia no trabalho, eu estava meio que esperando estar envolvido no próximo álbum." O vocalista, Thom Yorke, disse que "Lucky" moldou o som e o clima incipientes de seu próximo disco: "'Lucky' era indicativo do que queríamos fazer. Foi como a primeira marca na parede."
O Radiohead achou as turnês estressantes e fez uma pausa em janeiro de 1996. Eles procuraram se afastar do estilo introspectivo do The Bends. O baterista, Philip Selway, disse: "Houve muita introspecção [no The Bends]. Fazer isso de novo em outro álbum seria terrivelmente chato." Yorke disse que não queria fazer "outro disco miserável, mórbido e negativo", e estava "escrevendo todas as coisas positivas que ouço ou vejo. Não sou capaz de colocá-las na música ainda e não quero apenas forçar."
O sucesso crítico e comercial de The Bends deu ao Radiohead a confiança para autoproduzir seu terceiro álbum. Sua gravadora, Parlophone, deu a eles um orçamento de £100.000 para equipamento de gravação. O guitarrista principal, Jonny Greenwood, disse que "o único conceito que tínhamos para este álbum era que queríamos gravá-lo longe da cidade e que queríamos gravá-lo nós mesmos". De acordo com o guitarrista Ed O'Brien, "Todos disseram: 'Vocês venderão seis ou sete milhões se lançarem The Bends Pt 2', e nós dissemos: 'Vamos chutar contra isso e fazer o oposto'." Vários produtores foram sugeridos, incluindo figuras importantes como Scott Litt, mas o Radiohead foi encorajado por suas sessões com Godrich. Eles o consultaram para obter conselhos sobre equipamentos, e se prepararam para as sessões comprando os seus próprios, incluindo um reverberador de placa comprado do compositor Jona Lewie. Embora Godrich tivesse procurado se concentrar na música eletrônica, ele superou seu papel de consultor e se tornou o coprodutor do álbum.

## Gravação
No início de 1996, o Radiohead gravou demos no Chipping Norton Recording Studios , em Oxfordshire. Em julho, eles começaram a ensaiar e gravar em seu estúdio Canned Applause, um galpão convertido perto de Didcot, em Oxfordshire. Mesmo sem o prazo que contribuiu para o estresse de The Bends, a banda teve dificuldades, que Selway atribuiu à escolha de se autoproduzir: "Estávamos pulando de música em música e, quando começávamos a ficar sem ideias, passávamos para uma nova música... O mais estúpido era que estávamos quase terminando quando seguíamos em frente, porque muito trabalho havia sido investido nelas."
Os membros trabalharam com papéis quase iguais na produção e formação da música, embora Yorke ainda fosse firmemente "a voz mais alta", de acordo com O'Brien. Selway disse: "Damos um ao outro muito espaço para desenvolver nossas partes, mas ao mesmo tempo somos todos muito críticos sobre o que a outra pessoa está fazendo." O papel de Godrich como coprodutor era em parte colaborador e em parte gerente externo. Ele disse que o Radiohead "precisa ter outra pessoa fora de sua unidade, especialmente quando todos estão tocando juntos, para dizer quando a tomada vai bem... Eu assumo a folga quando as pessoas não estão assumindo a responsabilidade - o termo 'produzir um disco' significa assumir a responsabilidade pelo disco... É meu trabalho garantir que eles transmitam as ideias." Godrich produziu todos os álbuns do Radiohead desde então e foi caracterizado como o "sexto membro" do Radiohead, uma alusão ao apelido de George Martin como o "quinto Beatle".
O Radiohead decidiu que Canned Applause era um local de gravação insatisfatório, o que Yorke atribuiu à proximidade com as casas dos membros da banda, e Jonny Greenwood atribuiu à falta de instalações para refeições e banheiros. Eles quase completaram "Electioneering", "No Surprises", "Subterranean Homesick Alien" e "The Tourist". Eles fizeram uma pausa nas gravações para fazer uma turnê pela América em 1996, abrindo para Alanis Morissette, tocando as primeiras versões de várias músicas novas. Greenwood disse que sua principal lembrança da turnê foi de "tocar intermináveis solos de órgão Hammond para uma plateia cheia de adolescentes silenciosamente desesperadas".
Durante a turnê, Baz Luhrmann encomendou ao Radiohead uma música para seu próximo filme Romeo + Juliet e deu a eles os 30 minutos finais do filme. Yorke disse: "Quando vimos a cena em que Claire Danes segura a Colt .45 contra a cabeça, começamos a trabalhar na música imediatamente." Logo depois, o Radiohead escreveu e gravou "Exit Music (For a Film)", que toca nos créditos finais do filme, mas foi excluída do álbum da trilha sonora a pedido deles. A música ajudou a moldar a direção de OK Computer. Yorke disse que "foi a primeira apresentação que gravamos onde cada nota fez minha cabeça girar - algo de que eu estava orgulhoso, algo que eu poderia aumentar muito, muito o volume e não estremecer em nenhum momento".

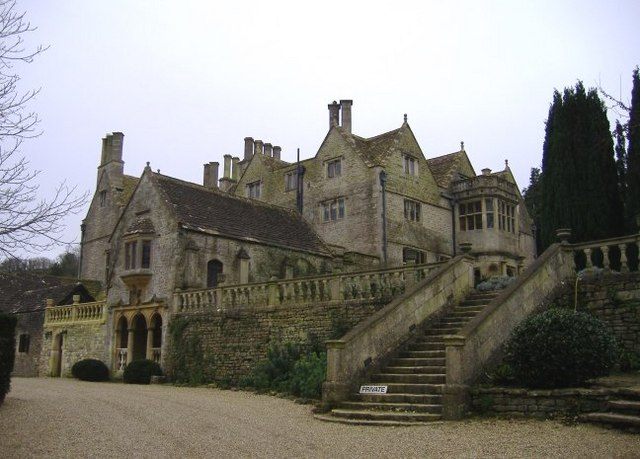
A maior parte de OK Computer foi gravada entre setembro e outubro de 1996 em St Catherine's Court, uma mansão rural perto de Bath, Somerset.

O Radiohead retomou as gravações em setembro de 1996 no St Catherine's Court, uma mansão histórica perto de Bath, de propriedade da atriz Jane Seymour. Estava desocupado, mas às vezes era usado para funções corporativas. A mudança de cenário marcou uma transição importante no processo de gravação. Greenwood disse que "era menos como um experimento de laboratório, que é como estar em um estúdio normalmente é, e mais sobre um grupo de pessoas fazendo seu primeiro disco juntas".
A banda fez uso extensivo dos diferentes cômodos e da acústica da casa. Os vocais em "Exit Music (For a Film)" apresentam reverberação natural obtida pela gravação em uma escada de pedra, e "Let Down" foi gravada em um salão de baile às 3 da manhã. O isolamento permitiu que a banda trabalhasse em um ritmo diferente, com horários de trabalho mais flexíveis e espontâneos. O'Brien disse que "a maior pressão foi realmente concluir [a gravação]. Não recebemos nenhum prazo e tínhamos total liberdade para fazer o que queríamos. Estávamos atrasando porque estávamos com um pouco de medo de realmente terminar as coisas."
Yorke ficou satisfeito com as gravações feitas em casa e gostou de trabalhar sem separação de áudio, o que significa que os instrumentos não foram overdubs separadamente. O'Brien estimou que 80 por cento do álbum foi gravado ao vivo, e disse: "Eu odeio fazer overdubs, porque simplesmente não parece natural. ... Algo especial acontece quando você está tocando ao vivo; muito disso é apenas olhar um para o outro e saber que há outras quatro pessoas fazendo isso acontecer." Muitos dos vocais de Yorke foram primeiras tomadas; ele sentiu que se fizesse outras tentativas, "começaria a pensar sobre isso e soaria muito ruim".
O Radiohead retornou ao Canned Applause em outubro para ensaios, e completou a maior parte de OK Computer em sessões posteriores no St. Catherine's Court. No Natal, eles reduziram a lista de faixas para 14 músicas. Gravações adicionais ocorreram na The Church em Crouch End, Londres. As cordas foram gravadas no Abbey Road Studios em Londres em janeiro de 1997. Godrich mixou OK Computer em vários estúdios de Londres. Ele preferiu uma abordagem rápida e "sem intervenção" para mixagem e disse: "Sinto que entro muito nisso. Começo a mexer nas coisas e estrago tudo ... Geralmente levo cerca de meio dia para fazer uma mixagem. Se for mais longo do que isso, você perde. O mais difícil é tentar se manter atualizado, ser objetivo." OK Computer foi masterizado por Chris Blair no Abbey Road e concluído em 6 de março de 1997.

## Música e letras

### Estilo e influências
Yorke disse que o ponto de partida do Radiohead foi o "som incrivelmente denso e aterrorizante" de Bitches Brew, o álbum de jazz fusion de vanguarda de 1970 de Miles Davis. Ele disse: "Foi construir algo e vê-lo desmoronar, essa é a beleza disso. Estava no cerne do que estávamos tentando fazer com OK Computer." Yorke identificou "I'll Wear It Proudly" de Elvis Costello, "Fall on Me" do R.E.M., "Dress" de PJ Harvey e "A Day in the Life" dos Beatles como particularmente influentes. O Radiohead se inspirou ainda mais no compositor de trilhas sonoras de filmes Ennio Morricone e na banda de krautrock Can, músicos que Yorke descreveu como "abusando do processo de gravação". Jonny Greenwood descreveu OK Computer como um produto de estar "apaixonado por todos esses discos brilhantes ... tentando recriá-los e errando".
De acordo com Yorke, o Radiohead esperava alcançar uma "atmosfera que talvez seja um pouco chocante quando você ouve pela primeira vez, mas apenas tão chocante quanto a atmosfera em Pet Sounds dos Beach Boys". Eles estenderam sua instrumentação para incluir piano elétrico, Mellotron e glockenspiel. Jonny Greenwood resumiu a abordagem exploratória como "quando temos o que suspeitamos ser uma música incrível, mas ninguém sabe o que eles vão tocar nela". A Spin disse que OK Computer soava como "um álbum de electronica DIY feito com guitarras".
Os críticos sugeriram uma dívida estilística com o rock progressivo dos anos 1970, uma influência que o Radiohead rejeitou. De acordo com Andy Greene na Rolling Stone, o Radiohead "era coletivamente hostil ao rock progressivo dos anos setenta ... mas isso não os impediu de reinventar o prog do zero em OK Computer, particularmente em 'Paranoid Android' de seis minutos e meio." Tom Hull acreditava que o álbum "ainda era prog, mas pode ser apenas porque o rock envolveu tão completamente a narrativa musical que esse tipo de coisa se tornou inevitável". Escrevendo em 2017, Kelefa Sanneh do The New Yorker disse que OK Computer "era profundamente prog: grandioso e distópico, com um single principal que tinha mais de seis minutos de duração".

### Letras
As letras, escritas por Yorke, são mais abstratas em comparação com suas letras pessoais e emocionais para The Bends. O crítico Alex Ross disse que as letras "pareciam uma mistura de conversas ouvidas, tecno-speak e fragmentos de um diário duro" com "imagens de controle de motim em comícios políticos, vidas angustiadas em subúrbios organizados, yuppies surtando, alienígenas simpáticos planando acima." Os temas incluem transporte, tecnologia, insanidade, morte, vida britânica moderna, globalização e anticapitalismo. Yorke disse: "Neste álbum, o mundo exterior se tornou tudo o que havia... Estou apenas tirando Polaroids de coisas ao meu redor se movendo muito rápido." Ele disse à Q: "Era como se houvesse uma câmera secreta em uma sala e ela estivesse observando o personagem que entra - um personagem diferente para cada música. A câmera não é exatamente eu. É neutra, sem emoção. Mas não sem emoção. Na verdade, é exatamente o oposto." Yorke também se inspirou em livros, incluindo os escritos políticos de Noam Chomsky, Era dos Externos de Eric Hobsbawm, The State We're In de Will Hutton, What a Carve Up! de Jonathan Coe e VALIS de Philip K. Dick.
As músicas de OK Computer não têm uma narrativa coerente, e as letras do álbum são geralmente consideradas abstratas ou oblíquas. No entanto, muitos críticos musicais, jornalistas e acadêmicos consideram o álbum um álbum conceitual ou ciclo de canções, ou o analisaram como um álbum conceitual, notando sua forte coesão temática, unidade estética e a lógica estrutural do sequenciamento das canções. Embora as músicas compartilhem temas comuns, o Radiohead disse que não considera OK Computer um álbum conceitual e não pretendia conectar as músicas por meio de uma narrativa ou conceito unificador enquanto estava sendo escrito. Jonny Greenwood disse: "Acho que um título de álbum e uma voz artificial não fazem um álbum conceitual. Isso é um pouco enganoso." No entanto, a banda pretendia que o álbum fosse ouvido como um todo e passou duas semanas organizando a lista de faixas. O'Brien disse: "O contexto de cada música é realmente importante... Não é um álbum conceitual, mas há uma continuidade ali."

### Composição

#### Faixas 1–6
A faixa de abertura, "Airbag", é sustentada por uma batida construída a partir de uma gravação de segundos da bateria de Selway. A banda sampleou a faixa de bateria com um sampler e a editou com um computador Macintosh, inspirada pela música do DJ Shadow, mas admitiu fazer aproximações na emulação do estilo de Shadow devido à sua inexperiência em programação. A linha de baixo para e começa inesperadamente, alcançando um efeito semelhante ao dub dos anos 1970. As referências da música a acidentes automobilísticos e reencarnação foram inspiradas por um artigo de revista intitulado "An Airbag Saved My Life" e O Livro Tibetano dos Mortos. Yorke escreveu "Airbag" sobre a ilusão de segurança oferecida pelo transporte moderno e "a ideia de que sempre que você sai na estrada pode ser morto". A BBC escreveu sobre a influência de J. G. Ballard, especialmente seu romance Crash de 1973, nas letras. O jornalista musical Tim Footman observou que as inovações técnicas e as preocupações líricas da música demonstraram o "paradoxo fundamental" do álbum: "Os músicos e o produtor estão se deliciando com as possibilidades sonoras da tecnologia moderna; o cantor, enquanto isso, está reclamando de seu impacto social, moral e psicológico ... É uma contradição espelhada no choque cultural da música, com as guitarras 'reais' negociando um impasse desconfortável com a bateria processada e hackeada."
Dividida em quatro seções com um tempo total de execução de 6:23, "Paranoid Android" está entre as músicas mais longas da banda. A estrutura não convencional foi inspirada em "Happiness Is a Warm Gun" dos Beatles e "Bohemian Rhapsody" do Queen, que também evitam uma estrutura tradicional verso-refrão-verso. Seu estilo musical também foi inspirado na música dos Pixies. A música foi escrita por Yorke após uma noite desagradável em um bar de Los Angeles, onde viu uma mulher reagir violentamente depois que alguém derramou uma bebida nela. Seu título e letra são uma referência a Marvin, o Androide Paranoide, da série O Guia do Mochileiro das Galáxias de Douglas Adams.
O uso de teclados elétricos em "Subterranean Homesick Alien" é um exemplo das tentativas do Radiohead de emular a atmosfera de Bitches Brew. Seu título faz referência à canção "Subterranean Homesick Blues" de Bob Dylan, e a letra descreve um narrador isolado que fantasia sobre ser abduzido por extraterrestres. O narrador especula que, ao retornar à Terra, seus amigos não acreditariam em sua história e ele permaneceria um desajustado. A letra foi inspirada por uma tarefa da época de Yorke na Abingdon School para escrever uma peça de "poesia marciana", um movimento literário britânico que recontextualiza com humor aspectos mundanos da vida humana de uma perspectiva alienígena.
Romeu e Julieta de William Shakespeare inspirou a letra de "Exit Music (For a Film)". Inicialmente Yorke queria trabalhar linhas da peça na música, mas o rascunho final da letra se tornou um amplo resumo da narrativa. Ele disse: "Eu vi a versão de Zeffirelli quando tinha 13 anos e chorei muito, porque não conseguia entender por que, na manhã seguinte à transa, eles simplesmente não fugiram. É uma música para duas pessoas que deveriam fugir antes que todas as coisas ruins comecem." Yorke comparou a abertura da música, que apresenta principalmente seu canto emparelhado com violão, a At Folsom Prison de Johnny Cash. O coro Mellotron e outras vozes eletrônicas são usadas ao longo da faixa. A música chega ao clímax com a entrada da bateria e o baixo distorcido passa por um pedal fuzz. A parte climática da música é uma tentativa de emular o som do grupo de trip hop Portishead, mas em um estilo que o baixista, Colin Greenwood, chamou de mais "afetado, pesado e mecânico". A música termina voltando para a voz de Yorke, violão e Mellotron.
"Let Down" contém guitarras arpejadas em várias camadas e piano elétrico. Jonny Greenwood toca sua parte de guitarra em uma assinatura de tempo diferente dos outros instrumentos. O'Brien disse que a música foi influenciada por Phil Spector, um produtor e compositor mais conhecido por suas técnicas de gravação reverberantes "Wall of Sound". A letra, disse Yorke, é sobre o medo de ficar preso, e "sobre aquela sensação que você tem quando está em trânsito, mas não está no controle disso - você apenas passa por milhares de lugares e milhares de pessoas e está completamente removido disso". Sobre o verso "Não fique sentimental / Sempre acaba em bobagem", Yorke disse: "Sentimentalismo é ser emocional por ser. Somos bombardeados com sentimento, pessoas se emocionando. Essa é a decepção. Sentir que cada emoção é falsa. Ou melhor, cada emoção está no mesmo plano, seja um anúncio de carro ou uma música pop." Yorke sentiu que o ceticismo em relação à emoção era característico da Geração X e que isso havia influenciado a abordagem da banda ao álbum.
"Karma Police" tem dois versos principais que se alternam com uma pausa suave, seguida por uma seção final diferente. Os versos giram em torno do violão e do piano, com uma progressão de acordes em dívida com "Sexy Sadie" dos Beatles. Começando em 2:34, a música faz a transição para uma seção orquestrada com a linha repetida "Por um minuto lá, eu me perdi". Termina com feedback gerado com um efeito de delay. O título e a letra de "Karma Police" se originam de uma piada interna durante a turnê do The Bends; Jonny Greenwood disse que "sempre que alguém estava se comportando de uma maneira particularmente ruim, dizíamos 'A polícia do carma vai pegá-lo mais cedo ou mais tarde.'"

#### Faixas 7–12

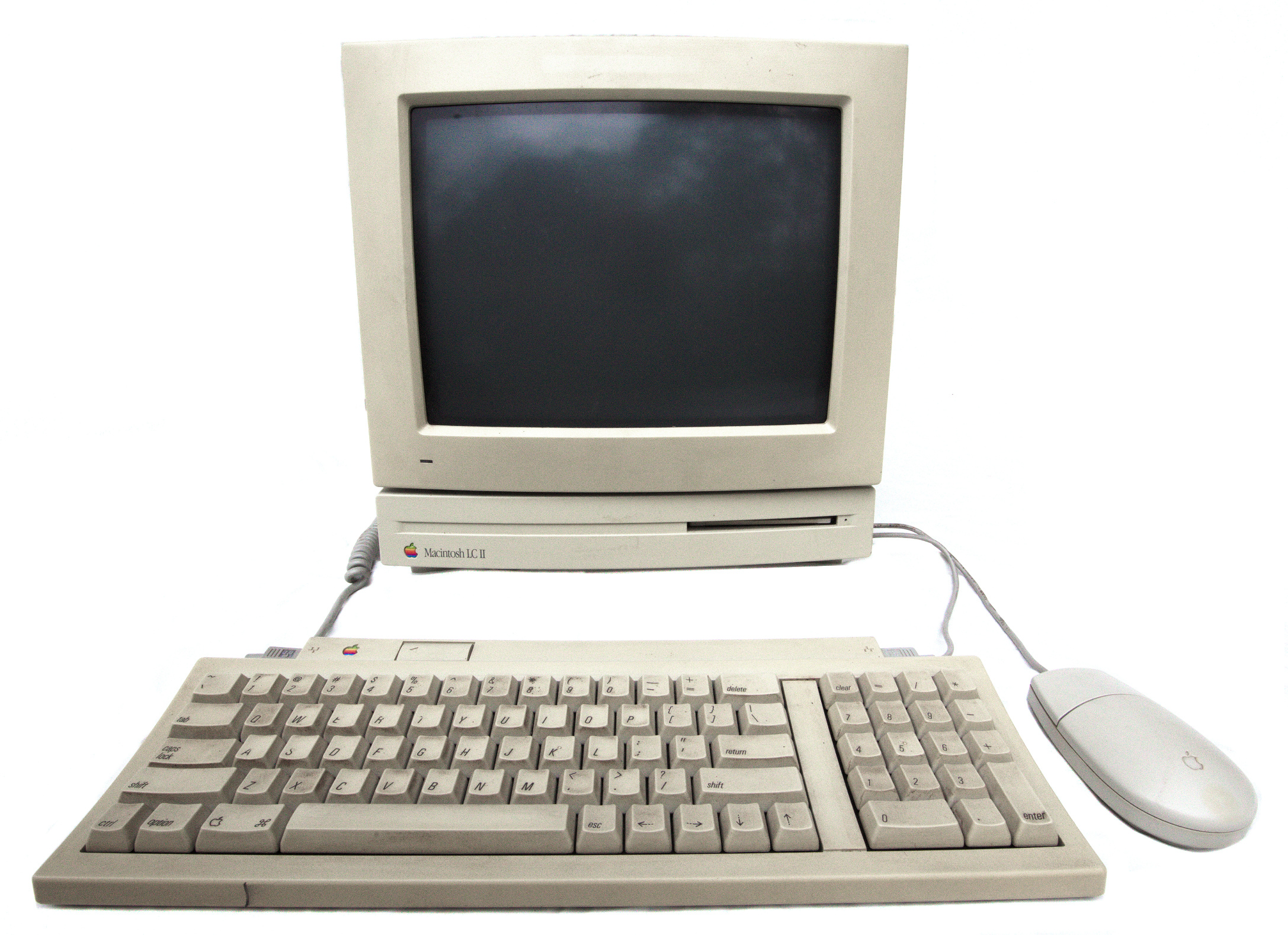
Um sistema Macintosh LC II da década de 1990. O Radiohead usou a voz sintetizada de "Fred", incluída em softwares Macintosh mais antigos, para recitar a letra de "Fitter Happier".

"Fitter Happier" é uma curta faixa de música concreta que consiste em amostras de sons musicais e de fundo e letras faladas recitadas por "Fred", uma voz sintetizada do aplicativo Macintosh SimpleText. Yorke escreveu a letra "em dez minutos" após um período de bloqueio criativo enquanto o resto da banda tocava. Ele descreveu as palavras como uma lista de verificação de slogans para os anos 1990; ele considerou "a coisa mais perturbadora que já escrevi", e disse que foi "libertador" dar as palavras a uma voz de computador de som neutro. Entre as amostras no fundo está um loop do filme Three Days of the Condor de 1975. A banda considerou usar "Fitter Happier" como a faixa de abertura do álbum, mas decidiu que o efeito era desagradável.
Steve Lowe chamou a música de "uma cirurgia penetrante nos estilos de vida de corporações pseudo-significativas" com "uma repugnância pelos valores sociais yuppificados predominantes". Entre as imagens vagamente conectadas da letra, Footman identificou o assunto da música como "a personificação materialmente confortável e moralmente vazia da humanidade moderna ocidental, meio assalariado, meio esposa de Stepford, destinada à caixa de parto metafórica, sustentada por Prozac, Viagra e qualquer outra coisa que seu plano de seguro possa cobrir". Sam Steele chamou a letra de "um fluxo de imagens recebidas: fragmentos de informações da mídia, intercalados com slogans de anúncios de estilo de vida e orações privadas por uma existência mais saudável. É o zumbido de um mundo zumbindo com palavras, uma das mensagens parece ser que vivemos em um universo tão sintético que nos tornamos incapazes de detectar a realidade do artifício".
"Electioneering", com uma campana e um solo de guitarra distorcido, é a faixa mais voltada para o rock do álbum e uma das músicas mais pesadas que o Radiohead já gravou. Foi comparado ao estilo anterior do Radiohead em Pablo Honey. A cínica "Electioneering" é a música mais diretamente política do álbum, com letras inspiradas nos distúrbios do imposto eleitoral. A música também foi inspirada no Manufacturing Consent de Chomsky, um livro que analisa a mídia de massa contemporânea sob o modelo de propaganda. Yorke comparou suas letras, que se concentram no compromisso político e artístico, a "um pregador desabafando na frente de um banco de microfones". Em relação às suas referências políticas oblíquas, Yorke disse: "O que você pode dizer sobre o FMI ou os políticos? Ou pessoas que vendem armas para países africanos, empregando trabalho escravo ou o que quer que seja. O que você pode dizer? Você simplesmente escreve 'Agulhas elétricas e o FMI' e as pessoas que sabem, sabem." O'Brien disse que a música era sobre o ciclo promocional da turnê: "Depois de um tempo, você se sente como um político que tem que beijar bebês e apertar mãos o dia todo."

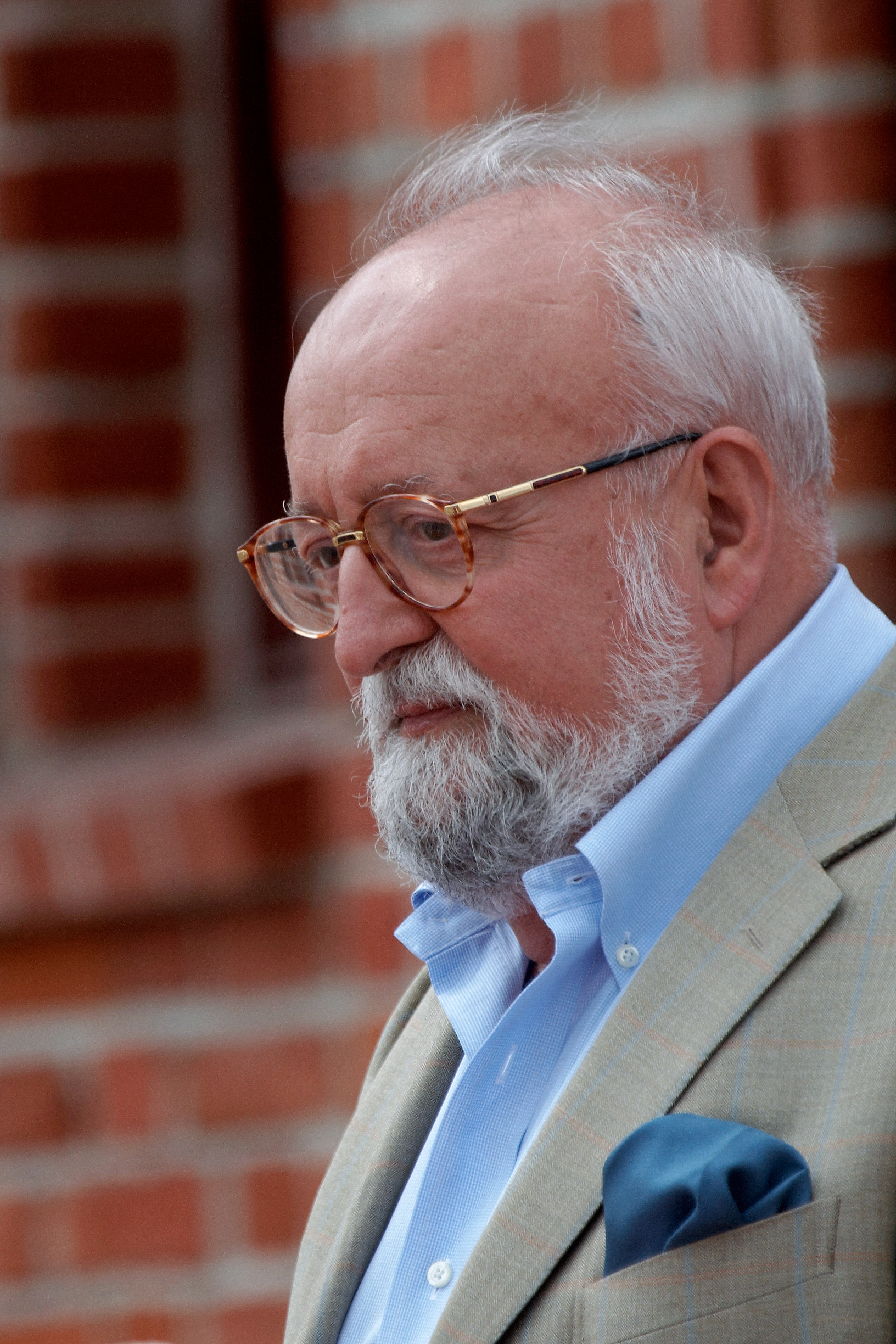
Trenodia às Vítimas de Hiroshima de Krzysztof Penderecki (foto) inspirou o arranjo de cordas em "Climbing Up the Walls".

"Climbing Up the Walls" – descrita pela Melody Maker como "caos monumental" – é composta por uma seção de cordas, ruído ambiente e percussão repetitiva e metálica. A seção de cordas, composta por Jonny Greenwood e escrita para 16 instrumentos, foi inspirada na Trenodia às Vítimas de Hiroshima, do compositor clássico moderno Krzysztof Penderecki. Greenwood disse: "Fiquei muito animado com a perspectiva de fazer partes de cordas que não soassem como 'Eleanor Rigby', que é como todas as partes de cordas soaram nos últimos 30 anos." Select descreveu os vocais perturbados de Yorke e as cordas atonais como "a voz de Thom se dissolvendo em um grito assustador e sangrento enquanto Jonny transforma o som de um milhão de elefantes moribundos em um crescendo". Para a letra, Yorke inspirou-se no seu tempo como enfermeiro num hospital psiquiátrico durante a política de desinstitucionalização de pacientes de saúde mental do programa Care in the Community, e num artigo do New York Times sobre assassinos em série. Ele disse:
| “ | Isto é sobre o indizível. Literalmente de esmagar o crânio. Eu trabalhava num hospital psiquiátrico na época em que o Care in the Community começou, e todos nós sabíamos o que ia acontecer. E é uma das coisas mais assustadoras que já aconteceram neste país, porque muitas delas não eram apenas inofensivas... Chovia granizo violentamente quando gravamos isto. Pareceu contribuir para o clima. | ” |

"No Surprises", gravado em uma única tomada, é arranjado com guitarra elétrica (inspirado em "Wouldn't It Be Nice" dos Beach Boys), violão, glockenspiel e harmonias vocais. A banda se esforçou para replicar o clima da gravação de "What a Wonderful World" de Louis Armstrong em 1968 e a música soul de Marvin Gaye. Yorke identificou o assunto da música como "alguém que está se esforçando para se manter unido, mas não consegue". A letra parece retratar um suicídio ou uma vida insatisfatória e a insatisfação com a ordem social e política contemporânea. Algumas linhas referem-se a imagens rurais ou suburbanas. Uma das principais metáforas da música é a linha de abertura, "um coração que está cheio como um aterro sanitário"; de acordo com Yorke, a música é uma "canção de ninar fodida" que "decorre da minha obsessão doentia sobre o que fazer com caixas de plástico e garrafas de plástico... Todas essas coisas estão sendo enterradas, os destroços de nossas vidas. Não apodrecem, apenas ficam lá. É assim que lidamos, é assim que eu lido com as coisas, eu as enterro." O humor suave da música contrasta fortemente com suas letras ásperas; Steele disse, "mesmo quando o assunto é suicídio... a guitarra de O'Brien é tão calmante quanto um bálsamo em uma psique vermelha e crua, a música interpretada como uma prece agridoce de uma criança."
"Lucky" foi inspirado pela Guerra da Bósnia. Sam Taylor disse que era "a única faixa em [The Help Album] a capturar o terror sombrio do conflito", e que seu assunto sério e tom escuro tornavam a banda "muito 'real' para ser permitida no trem da alegria do Britpop". As letras foram reduzidas a partir de muitas páginas de notas e eram originalmente mais politicamente explícitas. As letras retratam um homem sobrevivendo a um acidente de avião e são extraídas da ansiedade de Yorke sobre o transporte. A peça central musical de "Lucky" é seu arranjo de guitarra de três peças, que cresceu a partir do som agudo de sino tocado por O'Brien na introdução da música, obtido dedilhando acima da pestana da guitarra. Os críticos compararam sua guitarra principal ao Pink Floyd e, mais amplamente, ao arena rock.
O álbum termina com "The Tourist", que Jonny Greenwood escreveu como uma peça incomumente sóbria, onde algo "não precisa acontecer... a cada três segundos". Ele disse: "'The Tourist' não soa como Radiohead em nada. Tornou-se uma música com espaço." A letra, escrita por Yorke, foi inspirada por sua experiência de assistir turistas americanos na França tentando freneticamente ver o máximo de atrações turísticas possível. Ele disse que foi escolhida como faixa de encerramento porque "boa parte do álbum era sobre ruído de fundo e tudo se movendo muito rápido e não sendo capaz de acompanhar. Era realmente óbvio ter 'Tourist' como a última música. Essa música foi escrita para mim por mim, dizendo: 'Idiota, vá mais devagar'. Porque naquele ponto, eu precisava. Então essa era a única resolução que poderia haver: ir mais devagar." A "valsa inesperadamente blues" chega ao fim quando as guitarras são retiradas, deixando apenas bateria e baixo, e conclui com o som de um pequeno sino.

## Título
O título OK Computer é retirado da série de rádio de 1978 O Guia do Mochileiro das Galáxias, na qual o personagem Zaphod Beeblebrox fala a frase "Ok, computador, quero controle manual total agora". Os membros do Radiohead ouviram a série no ônibus durante sua turnê de 1996 e Yorke anotou a frase. "OK Computer" se tornou um título provisório para "Palo Alto", um lado B do single "No Surprises". O título ficou com a banda; de acordo com Jonny Greenwood, ele "começou a se apegar e a criar todas essas ressonâncias estranhas com o que estávamos tentando fazer".
Yorke disse que o título "refere-se a abraçar o futuro, refere-se a estar apavorado com o futuro, com o nosso futuro, com o de todos os outros. Tem a ver com estar em uma sala onde todos esses aparelhos estão desligando e todas essas máquinas e computadores e assim por diante... e o som que isso faz." Ele descreveu o título como "uma frase realmente resignada e apavorada", para ele semelhante ao anúncio da Coca-Cola "I'd Like to Teach the World to Sing". O escritor da Wired, Leander Kahney, sugere que é uma homenagem aos computadores Macintosh, já que o software de reconhecimento de voz do Mac responde ao comando "OK, computador" como uma alternativa a clicar no botão "OK". Outros títulos considerados foram Ones and Zeroes — uma referência ao sistema de numeração binário — e Your Home May Be at Risk If You Do Not Keep Up Payments.

## Arte da capa
A arte da OK Computer é uma colagem de imagens e texto criada por Yorke (creditado como White Chocolate Farm) e Stanley Donwood. Yorke contratou Donwood para trabalhar em um diário visual junto com as sessões de gravação. Ele disse que não se sentia confiante em sua música até ver uma representação visual para acompanhá-la. De acordo com Donwood, a paleta azul e branca foi o resultado de "tentar fazer algo da cor de osso branqueado".
A imagem de dois bonecos de palito apertando as mãos aparece nas notas do encarte e no rótulo do disco em lançamentos de CD e LP. Yorke disse que a imagem simbolizava exploração: "Alguém está sendo vendido algo que realmente não quer, e alguém está sendo amigável porque está tentando vender algo. É isso que significa para mim." A imagem foi usada mais tarde na capa de Radiohead: The Best Of (2008). Explicando os temas da arte, Yorke disse: "É muito triste e muito engraçado também. Todas as artes e assim por diante... Eram todas as coisas que eu não tinha dito nas músicas."
Os motivos na arte incluem rodovias, aviões, famílias, logotipos corporativos e paisagens urbanas. A fotografia de uma rodovia na capa provavelmente foi tirada em Hartford, Connecticut, onde o Radiohead se apresentou em 1996. As palavras "Criança Perdida" aparecem com destaque, e a arte do livreto contém frases na língua construída Esperanto e instruções relacionadas à saúde em inglês e grego. O crítico do Uncut, David Cavanagh, disse que o uso de non-sequiturs criou um efeito "semelhante a ser orientado sobre estilo de vida por um lunático". Rabiscos brancos, o método de Donwood de corrigir erros em vez de usar a função desfazer do computador, estão presentes em todas as colagens.
As notas do encarte contêm as letras completas, reproduzidas com sintaxe atípica, grafia alternativa e pequenas anotações. As letras também são organizadas e espaçadas em formas que lembram imagens ocultas. Mantendo a postura anticorporativa emergente do Radiohead, os créditos de produção contêm o aviso irônico de direitos autorais "Letras reproduzidas com a gentil permissão, embora as tenhamos escrito".

## Lançamento e promoção

### Expectativas comerciais
De acordo com Selway, a gravadora americana do Radiohead, Capitol, viu o álbum como "'suicídio comercial'. Eles não estavam realmente interessados nisso. Nesse ponto, ficamos com medo. Como isso vai ser recebido?" Yorke lembrou: "Quando demos o álbum pela primeira vez à Capitol, eles ficaram surpresos. Eu realmente não sei por que é tão importante agora, mas estou animado com isso." A Capitol reduziu sua previsão de vendas de dois milhões para meio milhão. Na opinião de O'Brien, apenas a Parlophone, a gravadora britânica da banda, permaneceu otimista, enquanto os distribuidores globais reduziram drasticamente suas estimativas de vendas. Representantes da gravadora ficaram desapontados com a falta de músicas comercializáveis, especialmente a ausência de qualquer coisa que se assemelhasse ao hit de 1992 do Radiohead, "Creep". "OK Computer não é o álbum com o qual vamos dominar o mundo", previu Colin Greenwood na época. "Não é como bater em tudo alto enquanto balança a língua para dentro e para fora, como The Bends. Há menos do fator Van Halen."

### Marketing
A Parlophone lançou uma campanha publicitária pouco ortodoxa, publicando anúncios de página inteira em jornais britânicos de grande repercussão e estações de metrô com letras de "Fitter Happier" em grandes letras pretas sobre fundo branco. As mesmas letras e a arte adaptada do álbum foram reaproveitadas para designs de camisetas. Yorke disse que eles escolheram a letra de "Fitter Happier" para conectar o que um crítico chamou de "um conjunto coerente de preocupações" entre a arte do álbum e seu material promocional.
Outros produtos não convencionais incluíam um disquete contendo protetores de tela do Radiohead e um rádio FM no formato de um computador de escritório. Na América, a Capitol enviou 1.000 toca-fitas para membros proeminentes da imprensa e da indústria musical, cada um com uma cópia do álbum permanentemente colada dentro. Gary Gersh, presidente da Capitol, disse: "Nosso trabalho é apenas considerá-los como uma banda de centro-esquerda e trazer o centro até eles. Esse é o nosso foco e não vamos desistir até que eles sejam a maior banda do mundo."
O Radiohead planejou produzir um vídeo para cada música do álbum, mas o projeto foi abandonado devido a restrições financeiras e de tempo. De acordo com Grant Gee, o diretor do vídeo "No Surprises", o plano foi cancelado quando os vídeos de "Paranoid Android" e "Karma Police" ultrapassaram o orçamento. Também foram cancelados os planos do grupo de trip hop Massive Attack remixar o álbum.
O site do Radiohead foi criado para promover o álbum, que foi ao ar na época de seu lançamento, tornando a banda uma das primeiras a gerenciar uma presença online. O primeiro grande fansite do Radiohead, Atease, foi criado logo após o lançamento do álbum, com seu título retirado de "Fitter Happier". Em 2017, para o 20º aniversário do OK Computer, o Radiohead restaurou temporariamente seu site ao seu estado de 1997.

### Singles
Radiohead escolheu "Paranoid Android" como single principal, apesar de seu tempo de execução incomumente longo e da falta de um refrão cativante. Colin Greenwood disse que a música "dificilmente era o rádio amigável, inovador, buzz bin unit shifter [as estações de rádio] poderiam esperar", mas que a Capitol apoiou a escolha. A música estreou no programa The Evening Session da Radio 1 em abril de 1997 e foi lançada como single em maio de 1997. Com base na frequência de reprodução na Radio 1 e na rotação do videoclipe da música na MTV, "Paranoid Android" alcançou o número três no Reino Unido, dando ao Radiohead sua posição mais alta nas paradas.
"Karma Police" foi lançado em agosto de 1997 e "No Surprises" em janeiro de 1998. Ambos os singles alcançaram o top 10 do Reino Unido, e "Karma Police" alcançou a posição 14 na parada Billboard Modern Rock Tracks. "Lucky" foi lançado como single na França, mas não entrou nas paradas. "Let Down", considerado para lançamento como o single principal, foi lançado como single promocional em setembro de 1997 e alcançou a posição 29 na parada Modern Rock Tracks.

### Turnê
O Radiohead embarcou na turnê mundial "Against Demons" para promover o OK Computer, começando no lançamento do álbum em Barcelona em 22 de maio de 1997. Eles fizeram uma turnê pelo Reino Unido e Irlanda, Europa continental, América do Norte, Japão e Australásia, concluindo em 18 de abril de 1998 em Nova Iorque. Um documentário de Grant Gee seguindo o Radiohead na turnê, Meeting People Is Easy, estreou em novembro de 1998.
A turnê foi cansativa para a banda, particularmente Yorke, que disse: "Essa turnê foi um ano muito longa. Eu fui a primeira pessoa a se cansar dela, então seis meses depois todos na banda estavam dizendo isso. Então seis meses depois disso, ninguém mais estava falando." Em 2003, Colin Greenwood disse que a turnê foi o ponto mais baixo na carreira do Radiohead: "Não há nada pior do que ter que tocar na frente de 20.000 pessoas quando alguém - quando Thom - absolutamente não quer estar lá, e você pode ver aquele olhar distante em seus olhos. Você odeia ter que colocar seu amigo nessa experiência."
A turnê incluiu a primeira apresentação do Radiohead como atração principal no Festival de Glastonbury em 28 de junho de 1997. Apesar dos problemas técnicos que quase fizeram Yorke abandonar o palco, a apresentação foi aclamada e consolidou o Radiohead como um grande ato ao vivo. A Rolling Stone descreveu-a como "um triunfo absoluto" e, em 2004, a Q o nomeou o maior show de todos os tempos. Em 2023, o The Guardian o nomeou o maior set principal de Glastonbury, escrevendo que "a frustração e a tensão levaram a banda a tocar fora de si, adicionando uma potência surpreendente a um set que confirmou o OK Computer como o som definidor da mudança pós-Britpop do rock".

### Vendas
OK Computer foi lançado no Japão em 21 de maio, no Reino Unido em 16 de junho, no Canadá em 17 de junho e nos EUA em 1 de julho. Foi lançado em CD, disco de vinil duplo, fita cassete e MiniDisc. Estreou em primeiro lugar no Reino Unido com vendas de 136.000 cópias na primeira semana. Nos EUA, estreou em 21º lugar na Billboard 200. Manteve o primeiro lugar no Reino Unido por duas semanas e permaneceu no top dez por mais algumas, tornando-se o oitavo disco mais vendido do Reino Unido naquele ano.
Em fevereiro de 1998, OK Computer havia vendido pelo menos meio milhão de cópias no Reino Unido e 2 milhões em todo o mundo. Em setembro de 2000, havia vendido 4,5 milhões de cópias em todo o mundo. O Los Angeles Times relatou que em junho de 2001 havia vendido 1,4 milhão de cópias nos Estados Unidos e, em abril de 2006, a IFPI anunciou que havia vendido 3 milhões de cópias em toda a Europa. No Reino Unido, foi certificado ouro em junho de 1997, platina em julho e cinco vezes platina em agosto de 2013. É certificado como dupla platina nos Estados Unidos, além de certificações em outros mercados. Em maio de 2016, os números da Nielsen SoundScan mostraram que a OK Computer vendeu 2,5 milhões de unidades de álbuns digitais nos EUA, além de 900.000 vendas medidas em unidades equivalentes a álbuns. Vinte anos após seu lançamento, a Official Charts Company registrou vendas totais no Reino Unido de 1,5 milhão, incluindo unidades equivalentes a álbuns. Somando as vendas americanas e europeias, OK Computer vendeu pelo menos 6,9 milhões de cópias em todo o mundo (ou 7,8 milhões com unidades equivalentes a álbuns).

## Recepção crítica
| Críticas contemporâneas | Críticas contemporâneas |
| Avaliações da crítica   | Avaliações da crítica   |
| Fonte                   | Avaliação               |
| ----------------------- | ----------------------- |
| Chicago Tribune         | [ 152 ]                 |
| Entertainment Weekly    | B+                      |
| The Guardian            | [ 82 ]                  |
| Los Angeles Times       | [ 154 ]                 |
| NME                     | 10/10                   |
| Pitchfork               | 10/10                   |
| Q                       | [ 94 ]                  |
| Rolling Stone           | [ 156 ]                 |
| Select                  | 5/5                     |
| Spin                    | 8/10                    |

OK Computer recebeu aclamação. Os críticos descreveram-no como um lançamento marcante de impacto e importância de longo alcance, mas notaram que seu experimentalismo o tornou uma audição desafiadora. De acordo com Tim Footman, "Desde 1967, com o lançamento de Sgt. Pepper's Lonely Hearts Club Band, tantos críticos importantes não concordaram imediatamente, não apenas sobre os méritos de um álbum, mas sobre seu significado a longo prazo e sua capacidade de encapsular um ponto específico da história." Na imprensa britânica, o álbum recebeu críticas favoráveis na NME, Melody Maker, The Guardian e Q. Nick Kent escreveu na Mojo que "Outros podem acabar vendendo mais, mas em 20 anos aposto que OK Computer será visto como o disco-chave de 1997, aquele que levou o rock adiante em vez de reformular artisticamente imagens e estruturas de músicas de uma era anterior." John Harris escreveu na Select: "Cada palavra soa dolorosamente sincera, cada nota cuspida do coração, e ainda assim se enraíza firmemente em um mundo de aço, vidro, memória de acesso aleatório e paranoia espinhosa."
O álbum foi bem recebido pelos críticos na América do Norte. Rolling Stone, Spin, Los Angeles Times, Pittsburgh Post-Gazette, Pitchfork e Daily Herald publicaram críticas positivas. No The New Yorker, Alex Ross elogiou sua progressividade e contrastou a tomada de riscos do Radiohead com o "dadrock" musicalmente conservador de seus contemporâneos Oasis. Ross escreveu: "Ao longo do álbum, os contrastes de humor e estilo são extremos ... Esta banda realizou um dos grandes atos de equilíbrio entre art e pop na história do rock." Ryan Schreiber, da Pitchfork, elogiou o apelo emocional do disco, escrevendo que ele "está repleto de emoção genuína, imagens e música belas e complexas, e letras que são ao mesmo tempo passivas e comoventes".
As críticas para a Entertainment Weekly, o Chicago Tribune, e Time foram mistas. Robert Christgau do The Village Voice disse que o Radiohead imergiu os vocais de Yorke em "distinção marginal eletrônica suficiente para alimentar uma cidade mineira por um mês" para compensar as canções "sem alma", resultando em um art rock "árido". Em uma crítica positiva, Andy Gill escreveu para o The Independent: "Apesar de toda a sua ambição e determinação em abrir novos caminhos, OK Computer não é, finalmente, tão impressionante quanto The Bends, que cobriu o mesmo tipo de nós emocionais, mas com melodias melhores. É fácil ficar impressionado, mas, em última análise, difícil de amar, um álbum que se deleita tão prontamente em seu próprio desânimo."

### Prêmios
OK Computer foi indicado ao Grammy Awards como Álbum do Ano e Melhor Álbum de Música Alternativa no 40º Grammy Awards em 1998, vencendo o último. Também foi indicado ao prêmio de Melhor Álbum Britânico no Brit Awards de 1998. O álbum foi pré-selecionado para o Mercury Prize de 1997, um prestigioso prêmio que reconhece o melhor álbum britânico ou irlandês do ano. Um dia antes do vencedor ser anunciado, as casas de apostas deram ao OK Computer a melhor chance de vencer entre dez indicados, mas perdeu para New Forms de Roni Size / Reprazent.
OK Computer foi nomeado o melhor álbum do ano pela Mojo, Vox, Entertainment Weekly, Hot Press, Muziekkrant OOR, HUMO, Eye Weekly e Inpress, e empatou em primeiro lugar com Homework do Daft Punk em The Face. Foi nomeado o segundo melhor pela NME, Melody Maker, Rolling Stone, Village Voice, Spin e Uncut. Q e Les Inrockuptibles listaram o álbum em suas pesquisas de fim de ano.
Os elogios sobrecarregaram a banda. Jonny Greenwood sentiu que foram exagerados porque The Bends foram "possivelmente mal revisados e mal recebidos". Radiohead rejeitou ligações ao rock progressivo e ao art rock, apesar das comparações com o álbum de 1973 do Pink Floyd, The Dark Side of the Moon. Yorke respondeu: "Nós escrevemos canções pop ... Não havia intenção de que fosse 'arte'. É um reflexo de todas as coisas díspares que estávamos ouvindo quando gravamos." Ele ficou, no entanto, satisfeito que os ouvintes identificaram suas influências: "O que realmente me surpreendeu foi o fato de que as pessoas entenderam todas as coisas, todas as texturas, sons e atmosferas que estávamos tentando criar."

## Legado

### Avaliação retrospectiva
| Avaliações retrospectivas (após 1997) | Avaliações retrospectivas (após 1997) |
| Avaliações da crítica                 | Avaliações da crítica                 |
| Fonte                                 | Avaliação                             |
| ------------------------------------- | ------------------------------------- |
| AllMusic                              | [ 175 ]                               |
| The A.V. Club                         | A                                     |
| Blender                               | [ 177 ]                               |
| Christgau's Consumer Guide            | B−                                    |
| Encyclopedia of Popular Music         | [ 179 ]                               |
| MusicHound Rock                       | 5/5                                   |
| Q                                     | [ 181 ]                               |
| The Rolling Stone Album Guide         | [ 182 ]                               |
| Slant Magazine                        | [ 183 ]                               |
| Tom Hull – on the Web                 | B+                                    |

OK Computer apareceu frequentemente em listas profissionais dos maiores álbuns de todos os tempos. Uma série de publicações, incluindo NME, Melody Maker, Alternative Press, Spin, Pitchfork, Time, Metro Weekly e Slant Magazine colocaram OK Computer com destaque nas listas dos melhores álbuns da década de 1990 ou de todos os tempos. Foi eleito o número 4 no All Time Top 1000 Albums 3rd Edition (2000) de Colin Larkin. A Rolling Stone classificou-o em 42º lugar em sua lista dos 500 melhores álbuns de todos os tempos em 2020. Anteriormente, foi classificado em 162º em 2003 e 2012. Em 2019, a Classic Rock classificou-o em 47º lugar em sua lista dos "50 melhores álbuns de rock de todos os tempos": "Combinando prog com influências alternativas, eles criaram um estilo que era flexível, sutil e sensual. Este não era o Pink Floyd do fim do milênio, era original, visionário e brilhante [...] Um álbum memorável que chamou o tempo da estreita nostalgia coloquial do Britpop, vendeu milhões e transformou o Radiohead em superestrelas globais do angst-rock, OK Computer não é exatamente a obra-prima perfeita do folclore, mas se mantém extremamente bem."
Críticas retrospectivas da BBC Music, The A.V. Club e Slant foram favoráveis. A Rolling Stone deu ao álbum cinco de cinco na edição de 2004 do The Rolling Stone Album Guide, com Rob Sheffield escrevendo: "O Radiohead estava reivindicando o terreno elevado abandonado pelo Nirvana, Pearl Jam, U2, R.E.M., todo mundo; e os fãs ao redor do mundo os amavam por se esforçarem demais em um momento em que ninguém mais estava se incomodando." Christgau disse mais tarde que "a maioria classificaria OK Computer como o apogeu da textura pomo". Em 2014, o Conselho Nacional de Preservação de Gravações dos Estados Unidos selecionou o álbum para preservação no Registro Nacional de Gravações da Biblioteca do Congresso, que o designa como uma gravação sonora que teve impacto cultural, histórico ou estético significativo na vida americana. No The New Yorker, Kevin Dettmar descreveu-o como o disco que tornou o mundo moderno possível para a música rock alternativa.
OK Computer foi citado por alguns como indigno de sua aclamação. Em uma pesquisa com milhares de pessoas conduzida pela BBC Radio 6 Music, OK Computer foi nomeado o sexto álbum mais superestimado. Thomas H. Green do The Daily Telegraph chamou o álbum de "choramingo autoindulgente" e sustenta que o consenso crítico positivo em relação a OK Computer é uma indicação de "uma ilusão do século XX de que o rock é o bastião dos comentários sérios sobre a música popular" em detrimento da música eletrônica e música de dança. O álbum foi selecionado como uma entrada em "Sacred Cows", uma coluna da NME questionando o status crítico de "álbuns reverenciados", na qual Henry Yates disse que "não há desafio, humor negro ou luz sob a cortina, apenas uma sensação de desânimo manso e resignado" e criticou o disco como "o momento em que o Radiohead parou de ser 'bom' [comparado ao The Bends] e começou a ser 'importante'". Em um artigo da Spin sobre o "mito" de que "o Radiohead não pode errar", Chris Norris argumenta que a aclamação do OK Computer inflou as expectativas para os lançamentos subsequentes do Radiohead. Christgau sentiu que "a razão pela qual os leitores da revista britânica Q votaram absurdamente no OK Computer como o melhor álbum do século XX é que ele integrou o que foi brevemente chamado de eletrônica no rock". Tendo considerado-o "egoísta" e superestimado, ele mais tarde gostou do disco e o considerou indicativo da sensibilidade cerebral do Radiohead e "repleto de prazeres e surpresas discretos".

### Comentário, interpretação e análise

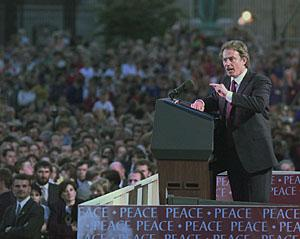
Em entrevistas após o lançamento do álbum, Thom Yorke criticou Tony Blair (fotografado em 1998) e seu governo do Novo Trabalhismo — ecoando o tema predominante do álbum de desilusão política.

OK Computer foi gravado antes das eleições gerais de 1997 e lançado um mês após a vitória do governo do Novo Trabalhismo de Tony Blair. O álbum foi percebido pelos críticos como uma expressão de dissidência e ceticismo em relação ao novo governo e uma reação contra o clima nacional de otimismo. Dorian Lynskey escreveu: "Em 1º de maio de 1997, os apoiadores trabalhistas brindaram sua vitória esmagadora ao som de 'Things Can Only Get Better'. Algumas semanas depois, OK Computer apareceu como o fantasma de Banquo para avisar: Não, as coisas só podem piorar." De acordo com Amy Britton, o álbum "mostrou que nem todos estavam prontos para se juntar à festa, em vez disso, explorando outro sentimento sentido em todo o Reino Unido - a angústia pré-milenar. ... grandes corporações eram impossíveis de lutar contra - este era o mundo cuja trilha sonora OK Computer tinha, não a onda de otimismo britânico."
Em uma entrevista, Yorke duvidou que as políticas de Blair fossem diferentes das duas décadas anteriores de governo conservador. Ele disse que a reação pública à morte da Princesa Diana foi mais significativa, como um momento em que o público britânico percebeu que "a realeza nos dominou pelos últimos cem anos, assim como a mídia e o estado". O desgosto da banda com a promoção comercial de OK Computer reforçou sua política anticapitalista, que seria mais explorada em seus lançamentos subsequentes.
Críticos compararam as declarações de insatisfação política do Radiohead às de bandas de rock anteriores. David Stubbs disse que, enquanto o punk rock havia sido uma rebelião contra uma época de déficit e pobreza, o OK Computer protestou contra a "conveniência mecanicista" do excedente e do excesso contemporâneos. Alex Ross disse que o álbum "retratava o ataque da Era da Informação e a aceitação em pânico de um jovem" e transformou a banda em "os garotos-propaganda de um certo tipo de alienação consciente — como o Talking Heads e o R.E.M. haviam sido antes". Jon Pareles, do The New York Times, encontrou precedentes no trabalho do Pink Floyd e do Madness para as preocupações do Radiohead "sobre uma cultura de entorpecimento, construindo trabalhadores dóceis e imposta por regimes de autoajuda e antidepressivos".
O tom do álbum foi descrito como milenar ou futurista, antecipando tendências culturais e políticas. De acordo com o escritor do The A.V. Club, Steven Hyden, no artigo "Whatever Happened to Alternative Nation", "o Radiohead parecia estar à frente da curva, prevendo a paranoia, a insanidade impulsionada pela mídia e a sensação onipresente de desgraça iminente que posteriormente passou a caracterizar a vida cotidiana no século XXI." Em 1000 Recordings to Hear Before You Die, Tom Moon descreveu OK Computer como um "ensaio presciente... distópico sobre as implicações mais sombrias da tecnologia... transbordando [com] uma vaga sensação de pavor e um toque de pressentimento do Big Brother que tem forte semelhança com a constante inquietação da vida no Nível de Segurança Laranja, pós-11 de setembro." Chris Martin do Coldplay comentou que, "Seria interessante ver como o mundo seria diferente se Dick Cheney realmente ouvisse OK Computer do Radiohead. Acho que o mundo provavelmente melhoraria. Esse álbum é brilhante pra caramba. Ele mudou minha vida, então por que não mudaria a dele?"
O álbum inspirou uma peça de rádio, também intitulada OK Computer, que foi transmitida pela primeira vez na BBC Radio 4 em 2007. A peça, escrita por Joel Horwood, Chris Perkins, Al Smith e Chris Thorpe, interpreta o álbum como uma história sobre um homem que acorda em um hospital de Berlim com perda de memória e retorna à Inglaterra com dúvidas de que a vida à qual retornou seja a sua.

### Influência
Muita gente pegou OK Computer e disse: "Este é o parâmetro. Se eu conseguir algo com metade da qualidade, estou indo muito bem". Mas eu nunca ouvi nada realmente derivado de OK Computer — o que é interessante, pois mostra que o que o Radiohead estava fazendo era provavelmente ainda mais complicado do que parecia.

—Josh Davis (DJ Shadow)
O lançamento de OK Computer coincidiu com o declínio do Britpop. Alexis Petridis do The Guardian chamou o álbum de "o som definidor da mudança pós-Britpop do rock". Através da influência de OK Computer, o pop de guitarra dominante no Reino Unido mudou para uma aproximação da abordagem "paranóica, mas confessional, confusa, mas cativante" do Radiohead. Muitos novos atos britânicos adotaram arranjos atmosféricos complexos semelhantes; por exemplo, a banda pós-Britpop Travis trabalhou com Godrich para criar a textura pop lânguida de The Man Who, que se tornou o quarto álbum mais vendido de 1999 no Reino Unido. Alguns na imprensa britânica acusaram Travis de se apropriar do som do Radiohead. Steven Hyden do A.V. Club disse que em 1999, começando com The Man Who, "o que o Radiohead havia criado no OK Computer já havia crescido muito mais do que a banda", e que o álbum passou a influenciar "uma onda de baladeiros do rock britânico que atingiu seu auge nos anos 2000".

Todo o som e a experiência emocional cruzaram muitas fronteiras. A música tocou em muitas emoções reprimidas que as pessoas não queriam explorar ou discutir.

— James Lavelle
OK Computer influenciou a próxima geração de bandas de rock alternativo britânicas, e músicos de vários gêneros o elogiaram. Bloc Party e TV on the Radio ouviram ou foram influenciados por OK Computer; o álbum de estreia do TV on the Radio foi intitulado OK Calculator como uma homenagem alegre. Radiohead descreveu a penetração de bandas que "soam como nós" como uma razão para romper com o estilo do OK Computer para seu próximo álbum, Kid A.
Embora a influência do OK Computer no rock seja amplamente reconhecida, vários críticos acreditam que sua inclinação experimental não foi autenticamente adotada em larga escala. Footman disse que as bandas "Radiohead Lite" que se seguiram estavam "faltando a inventividade sonora [do OK Computer], sem mencionar a substância lírica". David Cavanagh disse que a maior parte da suposta influência mainstream do OK Computer provavelmente veio das baladas de The Bends. De acordo com Cavanagh, "Os álbuns populistas da era pós-OK Computer — Urban Hymns do The Verve, Good Feeling de Travis, Word Gets Around do Stereophonics, Life thru a Lens de Robbie Williams — efetivamente fecharam a porta que a inventividade intelectual do OK Computer havia aberto." John Harris acreditava que OK Computer era um dos "sinais fugazes de que a música rock britânica poderia estar retornando às suas tradições inventivas" após o fim do Britpop. Enquanto Harris conclui que o rock britânico acabou desenvolvendo uma "tendência totalmente mais conservadora", ele disse que com OK Computer e seu material subsequente, o Radiohead forneceu um "apelo claro" para preencher o vazio deixado pelo Britpop. O jornalista da Pitchfork, Marc Hogan, argumentou que OK Computer marcou um "ponto final" para a era dos álbuns voltados para o rock, já que seu sucesso mainstream e crítico permaneceu incomparável a qualquer álbum de rock desde então.
OK Computer desencadeou um pequeno renascimento do rock progressivo e de álbuns conceituais ambiciosos, com uma nova onda de bandas influenciadas pelo estilo progressivo creditando ao OK Computer por permitir que sua cena prosperasse. Brandon Curtis, do Secret Machines, disse: "Canções como 'Paranoid Android' tornaram aceitável escrever música de forma diferente, ser mais experimental... OK Computer foi importante porque reintroduziu a escrita e as estruturas das músicas não convencionais." Steven Wilson, do Porcupine Tree, disse: "Não acho que ambição seja mais uma palavra suja. O Radiohead era o Cavalo de Troia nesse aspecto. Aqui está uma banda que veio da tradição do indie rock que se esgueirou sob o radar quando os jornalistas não estavam olhando e começou a fazer esses discos absurdamente ambiciosos e pretensiosos - e melhor ainda por isso." Em 2005, a Q nomeou OK Computer o décimo melhor álbum de rock progressivo, e em 2014 foi eleito o 87º melhor pelos leitores do Prog.
Em 2006, a banda americana de reggae Easy Star All-Stars lançou Radiodread, uma interpretação reggae de OK Computer. Em 2007, o blog de música Stereogum lançou OKX: A Tribute to OK Computer, com covers de artistas como Vampire Weekend.

## Lançamentos posteriores
O contrato de gravação do Radiohead com a EMI, empresa controladora da Parlophone, terminou em 2003. A EMI manteve os direitos do material do Radiohead gravado sob seu contrato, incluindo OK Computer. Em 2007, a EMI lançou Radiohead Box Set, uma compilação de álbuns gravados enquanto o Radiohead estava assinado com a EMI. Em 19 de agosto de 2008, a EMI relançou OK Computer como um LP duplo como parte da série "From the Capitol Vaults", junto com outros álbuns do Radiohead. Tornou-se o décimo disco de vinil mais vendido de 2008, vendendo quase 10.000 cópias. A reedição foi conectada na imprensa ao ressurgimento do interesse pelo vinil no início do século XXI. Em 2016, Yorke leiloou uma cópia de Songs of Innocence and of Experience, de William Blake, contendo um rascunho da letra de "Airbag" e suas próprias anotações, com os lucros destinados à Oxfam.

### Reedição da "Edição do Colecionador" de 2009
| Avaliações da "Edição de Colecionador" | Avaliações da "Edição de Colecionador" |
| Avaliações da crítica                  | Avaliações da crítica                  |
| Fonte                                  | Avaliação                              |
| -------------------------------------- | -------------------------------------- |
| AllMusic                               | [ 240 ]                                |
| The A.V. Club                          | A                                      |
| Paste                                  | 100/100                                |
| Pitchfork                              | 10/10                                  |
| Rolling Stone                          | [ 244 ]                                |
| Q                                      | [ 245 ]                                |
| Uncut                                  | [ 246 ]                                |

Em 24 de março de 2009, a EMI relançou OK Computer como uma "Edição do Colecionador" expandida, ao lado de Pablo Honey e The Bends, sem o envolvimento do Radiohead. A reedição foi lançada em uma edição de 2 CDs e uma edição expandida de 2 CDs e 1 DVD. O primeiro disco contém o álbum original, o segundo disco contém lados B coletados de singles de OK Computer e sessões de gravação ao vivo, e o DVD contém uma coleção de videoclipes e uma apresentação ao vivo na televisão. Todo o material havia sido lançado anteriormente e a música não foi remasterizada.
AllMusic, Uncut, Q, Rolling Stone, Paste e PopMatters elogiaram o material suplementar, mas com reservas. Scott Plagenhoef, da Pitchfork, concedeu à reedição uma nota perfeita, argumentando que valia a pena comprá-la para os fãs que ainda não possuíam o material extra. Plagenhoef disse: "Que a banda não teve nada a ver com isso não vem ao caso: esta é a palavra final sobre esses discos, mesmo que não seja por outro motivo que a campanha de remasterização dos Beatles em 9 de setembro seja, indiscutivelmente, o fim da era do CD." O escritor do A.V. Club, Josh Modell, elogiou o disco bônus e o DVD, e disse que OK Computer era "a síntese perfeita dos impulsos aparentemente conflitantes do Radiohead".

### Reedições da XL
Em abril de 2016, a XL Recordings adquiriu o catálogo anterior do Radiohead. As reedições da EMI, lançadas sem a aprovação do Radiohead, foram removidas dos serviços de streaming. Em maio de 2016, a XL relançou o catálogo anterior do Radiohead em vinil, incluindo OK Computer.
Em 23 de junho de 2017, o Radiohead lançou uma reedição comemorativa de 20 anos da OK Computer, OKNOTOK 1997 2017, pela XL. Ela inclui uma versão remasterizada do álbum, além de oito lados B e três faixas inéditas: "I Promise", "Man of War" e "Lift". A edição especial inclui livros de arte e notas, além de uma fita cassete com demos e gravações de sessão, incluindo músicas inéditas. OKNOTOK estreou em segundo lugar na UK Albums Chart, impulsionado pela terceira apresentação principal do Radiohead no Festival de Glastonbury. Foi o álbum mais vendido nas lojas de discos independentes do Reino Unido por um ano.

### MiniDiscs [Hacked]
No início de junho de 2019, quase 18 horas de demos, outtakes e outros materiais gravados durante o período da OK Computer vazaram online. Em 11 de junho, o Radiohead disponibilizou o arquivo para transmissão ou compra no site de compartilhamento de música Bandcamp por 18 dias, com a renda destinada ao grupo de defesa ambiental Extinction Rebellion.

## Faixas
Todas as faixas foram compostas pela banda.
| N.º            | Título                        | Duração |  |
| 1.             | "Airbag"                      | 4:44    |  |
| 2.             | "Paranoid Android"            | 6:23    |  |
| 3.             | "Subterranean Homesick Alien" | 4:27    |  |
| 4.             | "Exit Music (For a Film)"     | 4:24    |  |
| 5.             | "Let Down"                    | 4:59    |  |
| 6.             | "Karma Police"                | 4:21    |  |
| 7.             | "Fitter Happier"              | 1:57    |  |
| 8.             | "Electioneering"              | 3:50    |  |
| 9.             | "Climbing Up the Walls"       | 4:45    |  |
| 10.            | "No Surprises"                | 3:48    |  |
| 11.            | "Lucky"                       | 4:19    |  |
| 12.            | "The Tourist"                 | 5:24    |  |
| Duração total: | Duração total:                | 53:21   |  |

### Disco 2 daCollector's Editionde 2009
| N.º | Título                                                                      | Duração |  |
| 1.  | "Polyethylene" (Parts 1 & 2)                                                | 4:21    |  |
| 2.  | "Pearly"                                                                    | 3:32    |  |
| 3.  | "A Reminder"                                                                | 3:50    |  |
| 4.  | "Melatonin"                                                                 | 2:09    |  |
| 5.  | "Meeting in the Aisle"                                                      | 3:08    |  |
| 6.  | "Lull"                                                                      | 2:28    |  |
| 7.  | "Climbing Up the Walls" (Zero 7 Mix)                                        | 5:18    |  |
| 8.  | "Climbing Up the Walls" (Fila Brazillia Mix)                                | 6:24    |  |
| 9.  | "Palo Alto"                                                                 | 3:43    |  |
| 10. | "How I Made My Millions"                                                    | 3:08    |  |
| 11. | "Airbag" (Live in Berlim)                                                   | 4:48    |  |
| 12. | "Lucky" (Live in Florence)                                                  | 4:35    |  |
| 13. | "Climbing Up the Walls" (BBC Radio 1 Evening Session, 28 de maio de 1997)   | 4:19    |  |
| 14. | "Exit Music (For a Film)" (BBC Radio 1 Evening Session, 28 de maio de 1997) | 4:34    |  |
| 15. | "No Surprises" (BBC Radio 1 Evening Session, 28 de maio de 1997)            | 3:57    |  |

### Disco 2 doOKNOTOKde 2017
| N.º | Título                                                       | Duração |  |
| 1.  | "I Promise" (Anteriormente não lançado)                      | 3:59    |  |
| 2.  | "Man of War" (Anteriormente não lançado)                     | 4:29    |  |
| 3.  | "Lift" (Anteriormente não lançado)                           | 4:07    |  |
| 4.  | "Lull" (Do single "Karma Police")                            | 2:26    |  |
| 5.  | "Meeting in the Aisle" (Do single "Karma Police")            | 3:08    |  |
| 6.  | "Melatonin" (Do single "Paranoid Android")                   | 2:09    |  |
| 7.  | "A Reminder" (Do single "Paranoid Android")                  | 3:52    |  |
| 8.  | "Polyethylene (Partes 1 & 2)" (Do single "Paranoid Android") | 4:22    |  |
| 9.  | "Pearly*" (Do single "Paranoid Android")                     | 3:39    |  |
| 10. | "Palo Alto" (Do single "No Surprises")                       | 3:52    |  |
| 11. | "How I Made My Millions" (Do single "No Surprises")          | 3:07    |  |

## Créditos
Pessoal adaptado das notas do encarte de OK Computer.
Radiohead
- Thom Yorke – vocais, guitarra, piano, laptop, programação e ilustrações
- Jonny Greenwood – guitarra, teclados, piano, mellotron, órgão, glockenspiel, arranjos de cordas
- Colin Greenwood – baixo elétrico, sintetizador de baixo, percussão
- Ed O'Brien – guitarra, FX, percussão, vocais secundários
- Phil Selway – bateria, percussão

Envolvidos
- Nigel Godrich – produção, engenharia sonora
- Jim Warren – produção, engenharia sonora
- Gerard Navarro – assistência de estúdio
- Jon Bailey – assistência de estúdio
- Chris Scard – assistência de estúdio
- Chris Blair – masterização
- Stanley Donwood – ilustrações
- The White Chocolate Farm – ilustrações
- Nick Ingman – condução

## Paradas e posições
| País/Parada (1997–2017)             | Melhor posição |
| ----------------------------------- | -------------- |
| Austrália (ARIA Charts)             | 7              |
| Áustria (Ö3 Austria Top 40)         | 17             |
| Bélgica (Ultratop Flandres)         | 1              |
| Bélgica (Ultratop Valônia)          | 3              |
| Canadá (RPM)                        | 2              |
| Países Baixos (MegaCharts)          | 2              |
| Finlândia (Suomen virallinen lista  | 10             |
| França (SNEP)                       | 3              |
| Alemanha (GfK)                      | 13             |
| Hungria (MAHASZ)                    | 39             |
| Irlanda (Irish Albums Chart)        | 2              |
| Itália (Musica e dischi)            | 9              |
| Nova Zelândia (Recorded Music NZ)   | 1              |
| Noruega (VG-lista)                  | 4              |
| Espanha (PROMUSICAE)                | 42             |
| Escócia (Official Scottish Albums)  | 1              |
| Suécia (Sverigetopplistan)          | 3              |
| Suíça (Swiss Hitparade)             | 40             |
| Reino Unido (Official Albums Chart) | 1              |
| Estados Unidos (Billboard 200)      | 21             |